# Raimundo Lorenzo de Equevilley Montjustín
Raimundo Lorenzo de Equevilley Montjustín (* 1873 in Wien; † im 20. Jahrhundert)  war ein spanischer Ingenieur und U-Boot-Pionier. Als Erfinder konstruierte er auch um 1910 frühe Flugzeuge.

## Biografie
Equevilley, für dessen Namen es verschiedene Varianten in der Literatur gibt (insbesondere die französische Form Raymond d' Equevilley), war der jüngste Sohn von Victor Vicente de Equevilley Montjustín, Marquis von Equevilley. Dieser stammte aus der Aristokratie der Franche-Comté und kämpfte im ersten Carlistenkrieg auf Seiten der spanischen Königin Isabella II., unter anderem in den Schlachten von Mendigorría und Barbastro. 1838 wurde er Leutnant der Kavallerie, 1843 Hauptmann der Provinzmilizen und später Oberst. Für seine Verdienste erhielt er das Kreuz von San Fernando, die spanische Staatsbürgerschaft und 1879 den Titel eines Marqués de Equevilley. 1869 wurde er spanischer Konsul in Wien, wo sein Sohn Raimundo geboren wurde. Dieser war von Geburt an spanischer Staatsbürger.
Raimundo de Equevilley studierte auf Vermittlung des spanischen Botschafters Marineingenieurswesen in Paris. Er war ein Mitarbeiter des französischen U-Boot Pioniers Maxime Laubeuf gewesen, als dieser an seinem ersten U-Boot Narval arbeitete. Equevilley veröffentlichte 1901 ein Buch über U-Boote (wobei er auch die Ideen von Isaac Peral würdigte) und stellte in Frankreich auch ein eigenes U-Boot Projekt vor, das aber nicht realisiert wurde. Auch in Spanien fand er kein Interesse. Nach der Jahrhundertwende führte er die Kenntnisse über U-Boot-Bau in Deutschland ein. Nach seinen Plänen wurde 1902 auf der Germaniawerft von Krupp in Kiel unter strenger Geheimhaltung das U-Boot Forelle gebaut, das als erstes kriegstaugliches deutsches U-Boot gilt und 1904 an die russische Marine ging. Diese Entwicklung wurde privat von Krupp finanziert, da das Interesse der Kriegsmarine auch in Deutschland zunächst gering war (erst die erfolgreichen Tests der Forelle änderten dies). Es folgten drei ähnliche U-Boote für die russische Marine (Karp, Karaß und Kambala, bekannt als Karp-Klasse oder Typ E), wo damals wegen des Russisch-Japanischen Kriegs Interesse an U-Booten aufkam. Diese U-Boote von Krupp und die Entwürfe von Equevilley waren auch die Basis für die Entwicklung des ersten deutschen Militär-U-Boots U1, das 1906 in Dienst gestellt wurde.
Equevilley selbst wurde wegen seiner französisch-spanischen Herkunft in Deutschland von der Kriegsmarine allerdings mit Misstrauen begegnet und 1907 verließ er Kiel. Er meldete bald darauf in Spanien mehrere Patente für Navigationssysteme und U-Boot-Technik an. Um 1910 arbeitete er an einer Flugmaschine, die er auch in Frankreich baute und von der Fotos existieren. Sie zeigen die Anordnung kleiner Tragflächen auf mehreren Ebenen in einem elliptischen bzw. kreisförmigen Flügelgerüst. Insgesamt meldete er zwischen 1907 und 1909 14 Patente in Spanien an (für U-Boote, U-Boot-Navigation und seinen Flugzeugentwurf). Weitere Patente meldete er in den USA und Großbritannien an.
Seine Spur verliert sich im Ersten Weltkrieg. Er beantragte die französische Staatsbürgerschaft und wollte in die französische Armee, was aber wegen seiner Vergangenheit in Deutschland abgelehnt wurde. Auch die Briten wiesen ihn wegen seiner Rolle als Pionier der deutschen U-Boote ab und auch in Spanien hatte man an ihm kein Interesse.
In seinem Buch von 1901 wird er als ehemaliger Ingenieur der Werft Forges et Chantiers de la Méditerranée nahe Toulon bezeichnet.
Nach einigen Angaben starb er im September 1925.

## Schriften
- Raymond d' Equevilley: Les bateaux sous-marins et les submersibles, Gauthier-Villars/Masson 1901[1]